# Palatul văduvei Székely
Palatul văduvei Székely, sau Palatul Zsuzsanna Székely este o clădire situată în Timișoara, pe Bulevardul 3 August 1919, nr. 1.
Face parte din Situl urban „Fabric” (II), monument istoric cod LMI TM-II-s-B-06097.

## Istorie
A fost obținută autorizația de construire la 8 martie 1911, imobilul fiind finalizat la 24 octombrie 1911, clădirea fiind ridicată pe terenul fostului Depozit erarial de lemne, desființat in 1906.
Clădirea a fost ridicată dupa planurile arhitectului-șef al orașului, László Székely, care era fiul Zsuzsanei Székely.
De asemenea, toate cele patru clădiri care alcătuiesc cvartalul situat între Splaiul Nistrului, Bulevardul 3 August 1919 și strada Profesor Dionisie Linția, respectiv clădirea mai sus menționată, Casa, Palatul Károly Kiss și Baia Publică Neptun, au fost opera aceluiași birou de arhitectură.
În perioada interbelică, Zsuzsana Székely a fost președinta Reuniunii femeilor evaghelice-reformate din Timișoara, alături de Ilona Draszkoczi.

## Descriere
Volumetria sa geometrică se caracterizează prin forme simple și clare, fără ornamente sau detalii excesive. Acestă abordare se încadrează în tendințele Secesiunii Vieneze, un curent artistic care a promovat abordarea simplificată a formei și respingerea elementelor decorative excesive în arhitectură.
Palatul văduvei Székely se remarcă prin capacitatea sa de a anticipa și de a prefigura direcțiile ulterioare ale arhitecturii moderne. Influențele moderne și funcționaliste ale lui Székely se pot observa în această construcție, reprezentând o punte între stilul Secesiunii Vieneze și mișcarea modernistă ce avea să apară. Într-adevăr, principiile arhitecturale minimaliste și funcționale evidențiate în lucrarea sa pregătesc terenul pentru explorările ulterioare ale lui Loos și ale altor arhitecți moderniști de prestigiu.
Astfel, Palatul văduvei Székely, prin estetica sa sobră și abordarea inovatoare a volumetriei, aduce o contribuție semnificativă la dezvoltarea arhitecturii timpurii a secolului al XX-lea, din Timișoara. Prin intermediul acestei construcții, László Székely își afirmă nu doar maestria sa artistică, ci și rolul de precursor al mișcărilor arhitecturale moderne, consolidându-și poziția ca unul dintre arhitecții de referință ai vremii sale.